# Le mille e una notte - Arabian Nights
Le mille e una notte - Arabian Nights (As mil e uma noites) è un film del 2015 diretto da Miguel Gomes, diviso in tre volumi: Inquieto (O inquieto), Desolato (O desolado), Incantato (O encantado).
Il film, come specificato nei titoli di apertura, ripercorre la struttura dell'omonima raccolta di racconti. Le vicende sono ambientate in Portogallo e coprono un arco temporale di un anno, tra agosto 2013 e luglio 2014, quando il Paese e il governo finirono sotto l'occhio della Troika, la quale impose l'applicazione di pesanti politiche di austerità.